# Le Séjour
Pour les articles homonymes, voir Séjour.
Pour plus de détails, voir Fiche technique et Distribution.
Le Séjour (Der Aufenthalt) est un film dramatique est-allemand réalisé par Frank Beyer, sorti en 1983. C'est l'adaptation du roman autobiographique homonyme de Hermann Kant publié en 1977.

## Synopsis
Mark Niebuhr, un prisonnier de guerre allemand de 19 ans, arrive dans une gare de Varsovie avec d'autres prisonniers. Une femme polonaise qui attend son train croit reconnaître en lui l'officier SS qui a assassiné sa fille lors d'une rafle à Lublin. Niebuhr la voit parler à l'un de ses gardiens polonais, mais ne peut pas comprendre le contenu de la conversation. Peu après, il est emmené et enfermé dans une cellule individuelle dans une prison.
L'ancien grenadier d'une unité d'infanterie ne sait pas pourquoi il est détenu. À plusieurs reprises, lors d'interrogatoires, un jeune officier polonais lui demande d'écrire son CV et de dire comment il s'appelle réellement. Niebuhr ne comprend pas les tracasseries auxquelles il est soumis et ne cesse d'affirmer qu'il n'est que Mark Niebuhr.
En prison, il subit la haine d'un codétenu polonais et, lors de travaux, il est affecté aux tâches les plus dangereuses. Il doit ainsi enlever des pierres sans être assuré, assis sur le mur d'un immeuble bombardé à Varsovie, et se casse le bras dans un accident.
À l'hôpital, il apprend qu'il fait l'objet d'une enquête pour meurtre. Il est transféré dans une nouvelle cellule où se trouvent déjà d'autres prisonniers de guerre allemands. Entre eux règne un ordre militaire strict, basé sur leurs anciens grades. L'esprit de corps et les idéaux fascistes se reflètent dans ce microcosme dirigé par un général Eisensteck et un major Lundenbroich. Niebuhr est le nouveau venu, qui apprend peu à peu à connaître les autres. Chacun lui dit qu'il est innocent. Mais peu à peu, Niebuhr se rend compte qu'il est dans la même cellule que des assassins, des bourreaux et de véritables criminels de guerre. Il commence à prendre ses distances avec eux, s'isole et finit par être rejeté par eux. Pendant les mois qu'il passe dans cette cellule, on lui fait croire qu'en tant que soldat allemand, il a commis une faute personnelle.
Alors que les autres prisonniers sont conduits à l'exécution les uns après les autres, Mark Niebuhr est finalement cru dans son histoire. Bien qu'un de ses anciens camarades refuse de l'identifier lors d'une confrontation, l'accusation de la femme polonaise est reconnue comme une erreur et il est finalement libéré.

## Fiche technique
- Titre original : Der Aufenthalt
- Titre français : Le Séjour[2],[3]
- Réalisateur : Frank Beyer
- Scénario : Wolfgang Kohlhaase
- Photographie : Eberhard Geick (de)
- Montage : Rita Hiller (de)
- Musique : Günther Fischer (de)
- Producteur : Herbert Ehler (de)
- Sociétés de production : Deutsche Film AG
- Pays de production :  Allemagne de l'Est
- Langue de tournage : allemand
- Format : Couleur Orwo - 35 mm
- Durée : 101 minutes (1 h 41)
- Genre : film de guerre
- Dates de sortie :
  - Allemagne de l'Est : 20 janvier 1983
  - Hongrie : 16 février 1984
  - Allemagne de l'Ouest : 4 mai 1984

## Distribution
- Sylvester Groth: Mark Niebuhr
- Fred Düren (de) : Général Eisensteck
- Matthias Günther (de) : Hauptsturmführer
- Klaus Piontek (de) : Major Lundenbroich
- Hans-Uwe Bauer (de) : Obergefreiter Fenske
- Alexander van Heteren : Jan Beveren
- Horst Hiemer : la gazier
- Günter Junghans (de) : Rodloff, le commissaire de la gestapo
- Krzysztof Chamiec : Chef
- Gustaw Lutkiewicz : Szybko
- Roman Wilhelmi (de) : Ohnehals
- Andrzej Krasicki : le médecin
- Zygmunt Maciejewski (de) : Eugeniusz
- Andrzej Pieczyński : le lieutenant
- Michael Gerber (de) : Hauptmann Schulski